# The Nuisance

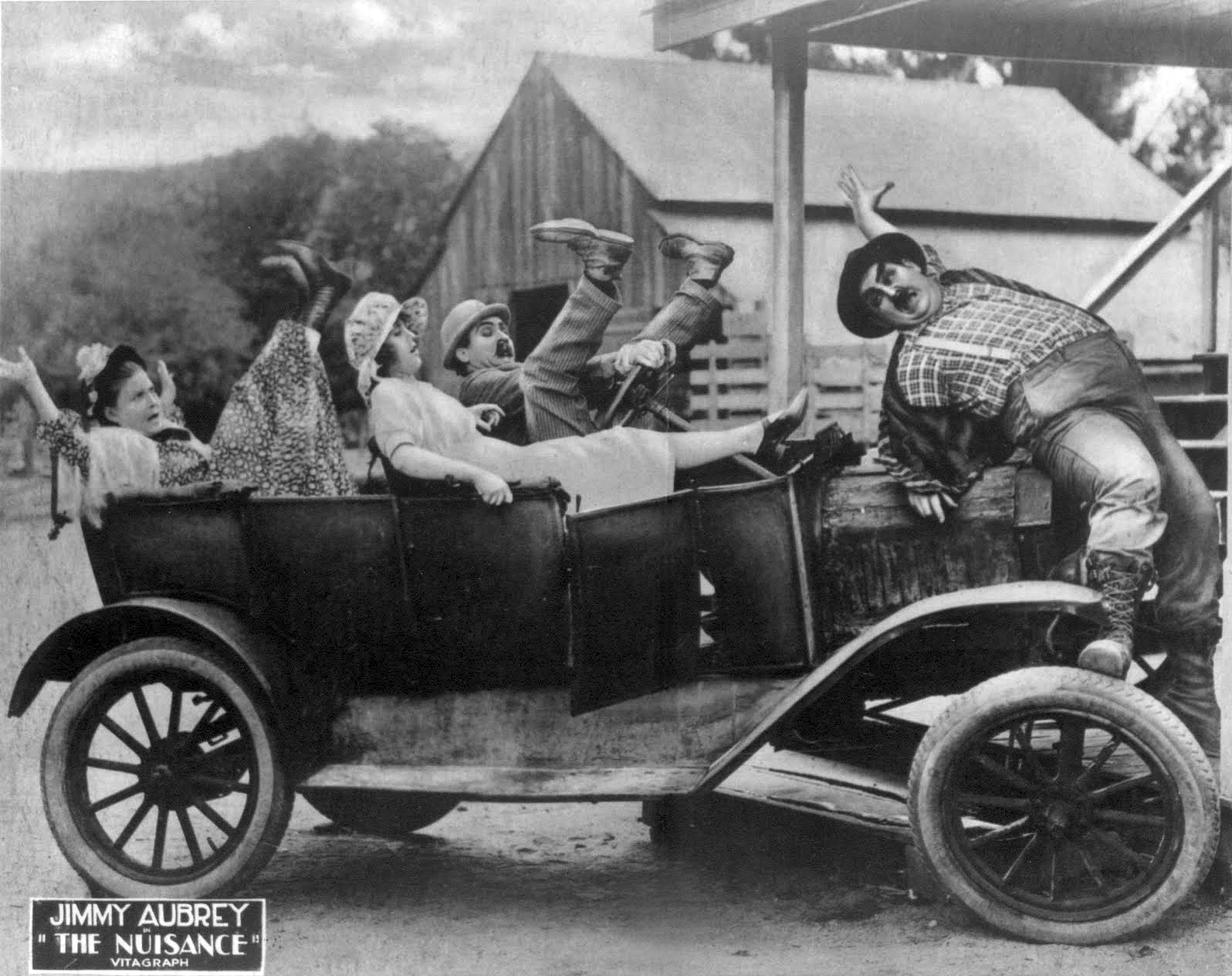
Imagem promocional de The Nuisance, uma comédia muda de dois rolos produzida pela Vitagraph Company, filmada em Setembro de 1920 e lançado em janeiro de 1921, com um elenco que incluía (da esquerda para a direita) Rosa Gore, Leila McCarthy, Jimmy Aubrey e Oliver "Babe" Hardy.

The Nuisance é um filme de comédia mudo produzido nos Estados Unidos, dirigido por Jess Robbins e com atuação de Oliver Hardy.